# Tanner Putt
Tanner Putt (Park City, 21 april 1992) is een Amerikaans wielrenner die anno 2018 rijdt voor UnitedHealthcare.

## Carrière
In 2016 behaalde Putt in de Ronde van Alberta zijn eerste profoverwinning door in de tweede etappe de sprint van zijn medevluchter Alexis Cartier te winnen. Eerder dat jaar was hij al dichtbij door in de tweede etappe van de Herald Sun Tour enkel geklopt te worden door Caleb Ewan.

## Overwinningen
2012
2e etappe Vuelta a la Independencia Nacional
2013
 Amerikaans kampioen op de weg, Beloften
2014
Jongerenklassement Ronde van Alentejo
 Amerikaans kampioen op de weg, Beloften
2016
2e etappe Ronde van Alberta
2017
1e etappe Ronde van Marokko

## Resultaten in voornaamste wedstrijden
| Jaar | Parijs-Roubaix | Ronde van Lombardije |
| ---- | -------------- | -------------------- |
| 2015 | buit.tijd      | opgave               |
| 2016 |                |                      |
| 2017 |                |                      |

## Ploegen
- 2012 –  BMC-Hincapie Sportswear Development Team
- 2013 –  Bontrager Cycling Team
- 2014 –  Bissell Development Team
- 2015 –  UnitedHealthcare Professional Cycling Team
- 2016 –  UnitedHealthcare Professional Cycling Team
- 2017 –  UnitedHealthcare Professional Cycling Team
- 2018 –  UnitedHealthcare Professional Cycling Team

Acevedo · Alzate · Cataford · Clarke · Eaton · Haedo · Hegyvary · Henderson · Jaramillo · Jones · Keough · Mannion · McCabe · Norris · Putt · Summerhill
Acevedo · Alzate · Cataford · Clarke · Eaton · Haedo · Hegyvary · Jaramillo · Keough · Mannion · Marcotte · McCabe · Norris · Putt · Țvetcov · Velázquez